# Claude Mandonnaud

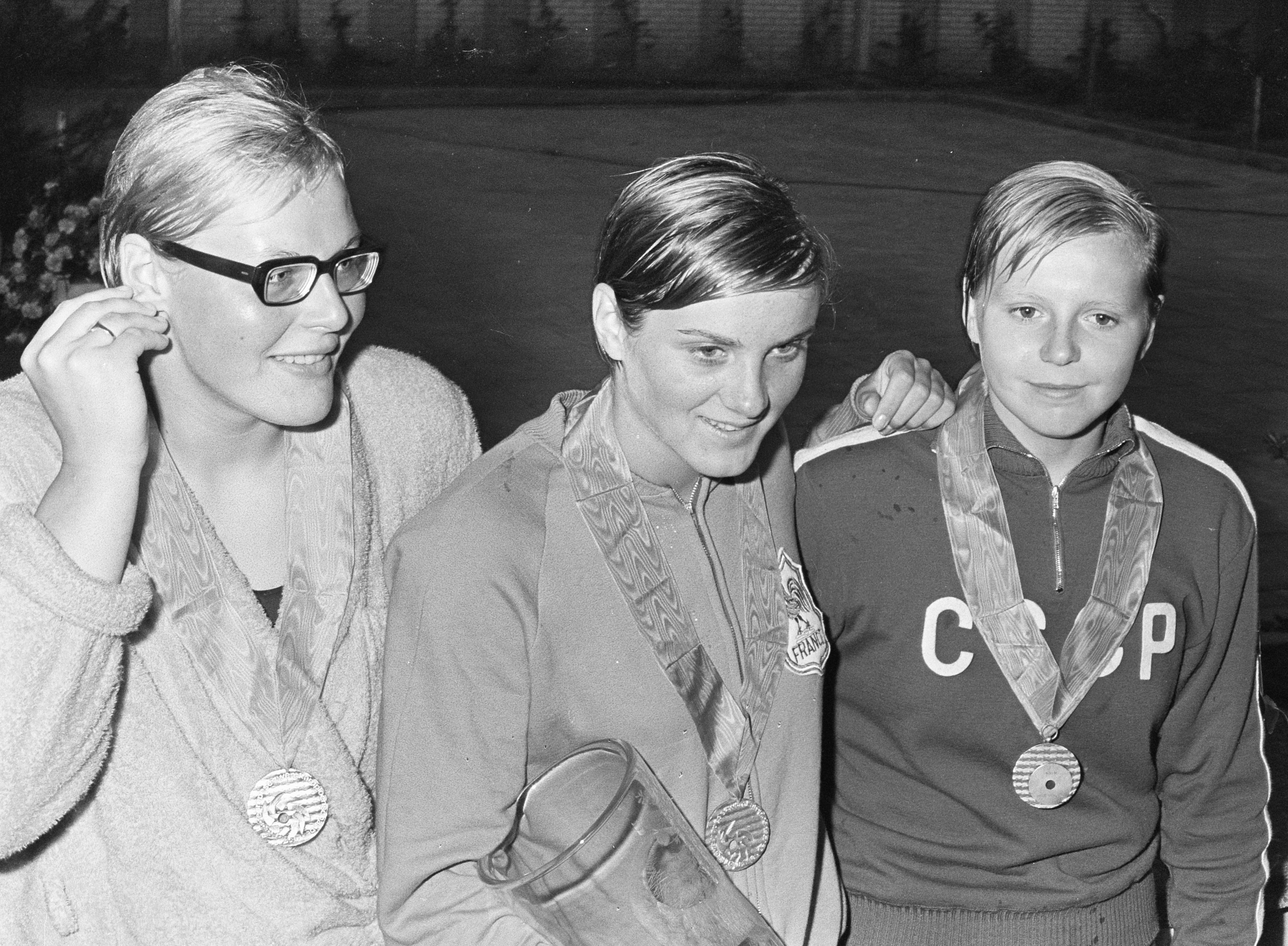
Die Medaillengewinnerinnen 1966 über 400 Meter Freistil von links nach rechts: Ada Kok, Claude Madonnaud, Tamara Sosnowa.

Claude Mandonnaud (* 2. April 1950 in Limoges) ist eine ehemalige französische Schwimmerin. Sie gewann je eine Gold- und Bronzemedaille bei Europameisterschaften.

## Sportliche Karriere
Bei den Europameisterschaften 1966 in Utrecht belegte Mandonnaud den fünften Platz über 100 Meter Freistil und wurde Siebte mit der 4-mal-100-Meter-Freistilstaffel. Über 400 Meter Freistil siegte Mandonnaud mit einer halben Sekunde Vorsprung vor der Niederländerin Ada Kok.
Zwei Jahre später bei den Olympischen Spielen 1968 in Mexiko-Stadt fand zunächst der Wettbewerb über 100 Meter Freistil statt. Claude Mandonnaud schied in der Zwischenrunde mit der 13. Zeit aus. Über 200 Meter Freistil erreichte sie das Finale und schlug als Sechste an. Die französische 4-mal-100-Meter-Freistilstaffel mit Marie-José Kersaudy, Simone Hanner, Danièle Dorléans und Claude Mandonnaud erreichte ebenfalls das Finale und schwamm die siebtbeste Zeit, wurde aber wegen eines Wechselfehlers disqualifiziert.
1970 bei den Europameisterschaften in Barcelona belegte Mandonnaud den sechsten Platz über 100 Meter Freistil und den fünften Platz über 200 Meter Freistil. Die 4-mal-100-Meter-Freistilstaffel mit Christine Petit, Jacquéline Pele, Brigitte Caland und Claude Mandonnaud erreichte den achten Platz.
Bei den Olympischen Spielen 1972 in München schwamm Mandonnaud im Halbfinale über 100 Meter Freistil die 16. Zeit. Die 4-mal-100-Meter-Freistilstaffel mit Claude Mandonnaud, Chantal Schertz, Christine Petit und Guylaine Berger erreichte die elftbeste Vorlaufzeit. Die Lagenstaffel mit Sylvie Le Noach, Martine Claret, Josiane Castiau und Claude Mandonnaud schließlich schied mit der 13. Vorlaufzeit aus.
1974 bei den Europameisterschaften in Wien war Mandonnaud Startschwimmerin der 4-mal-100-Meter-Freistilstaffel. Claude Mandonnaud, Sylvie Le Noach, Chantal Schertz und Guylaine Berger gewannen die Bronzemedaille hinter der Staffel aus der DDR und den Niederländerinnen.
Claude Mandonnaud schwamm für den Verein ASPTT Limoges. Sie stellte jeweils zwei Europarekorde über 200 Meter Freistil und über 400 Meter Freistil auf.